# Albrecht von Krenowitz
Albrecht von Krenowitz (auch Albert von Krenowitz, Nachname auch Crenowitz, Crenowicz, Crenwicz; tschechisch Albrecht z Křenovic; † 1353 oder später) war Burggraf von Glatz sowie Landeshauptmann und Pfandinhaber des Glatzer Landes.

## Leben
Die Herren von Krenowitz nannten sich nach ihrem Besitz Krenowitz, das damals zum Herzogtum Troppau gehörte. Sie entstammten einem Zweig des mährischen Adelsgeschlechts von Füllstein (z Fulštejna). 1340 wurde Albrecht von Krenowitz in einer Urkunde des Klosters Kamenz als Hauptmann von Glatz („capitaneus terre nostre“) bezeichnet. 1341 gehörte er zum Gefolge des Schweidnitzer Herzogs Bolko II. und 1346–1353 besaß er Schatzlar im Trautenauer Gebiet. Von 1350 bis 1353 war er Pfandherr des Glatzer Landes. 
Albrechts gleichnamiger Sohn verkaufte 1365 dem Kloster Kamenz ein Privileg über die herzoglichen Rechte in Groß- und Wenig-Nossen im Herzogtum Münsterberg. Gleichzeitig verzichtete er auf die genannten Gebiete für sich und seine Brüder Herbert, Eckerich und Conrad, der zum Gefolge des Troppauer Herzogs Nikolaus II. gehörte.